# In Irland gibt es keine Schlangen
In Irland gibt es keine Schlangen ist eine Sammlung von 10 Kurzgeschichten des britischen Autors Frederick Forsyth, die in der Originalausgabe 1982 unter dem Titel No Comebacks herauskam. Die Geschichten beschreiben Menschen, die in dramatische Situationen kommen, und haben oft ein unerwartetes Ende.

## Liste der Geschichten
- In Irland gibt es keine Schlangen

Ein Medizinstudent aus dem Punjab muss einen Job bei einer Abbruchfirma annehmen, um Geld zu verdienen. Als er von dem Vorarbeiter pausenlos gequält wird, überlegt er sich einen Plan zur Vergeltung. Dieser läuft aber anders als beabsichtigt.
- Auftrag ausgeführt

Ein wohlhabender Engländer ist in der Lage, sich alles zu leisten, was man für Geld kaufen kann. Dies funktioniert allerdings nicht bei einer hübschen Frau, die es ihm angetan hat, da sie verheiratet ist und ihr Mann auf sie angewiesen ist. Er ist ohne Skrupel und engagiert einen Killer, um ihren Ehemann zu erschießen. Das Ergebnis ist allerdings unerwartet.
- Der Kaiser

Während eines Urlaubs bucht ein englischer Tourist auf Mauritius eine Angeltour, ohne seiner Frau etwas zu sagen. Er bekommt einen blauen Schwertfisch an die Angel und kämpft den Kampf seines Lebens.
- Glück muß man haben

Ein Lastzug wird nach der Ankunft in Irland gekidnappt. Aufgrund einer Verwechslung hat dieser allerdings keinen Cognac geladen, sondern stinkenden Rosendünger. Aber damit sind die Probleme der Gangster noch nicht zu Ende.
- Wer zuletzt lacht

Ein biederer Versicherungsangestellter lässt sich auf einen Seitensprung ein und wird nun erpresst. Aber er weiß sich zu wehren.
- Corpus Delicti

Ein alter Mann konnte sich jahrelang gegen die Zwangsräumung in seinem Haus wehren, zuletzt aber vergeblich. Beim Abriss wird nun eine weibliche Leiche gefunden.
- Wie du mir

Ein Geschäftsmann wird durch einen schlecht recherchierten Artikel eines Journalisten fast ruiniert. Es gelingt ihm jedoch, sich dagegen zur Wehr zu setzen.
- Nur ein Soldat

Diese Geschichte wird, anders als die anderen, in der Ich-Form erzählt. Sie handelt von einem Paar, das nach dem Krieg in Frankreich Urlaub macht, und dann mit der eigenen Geschichte konfrontiert wird.
- Ein umsichtiger Mensch

Timothy Hanson ist durch harte Arbeit zu Wohlstand gelangt. Nun ist er unheilbar an Krebs erkrankt, ihm bleibt noch ein halbes Jahr, und er muss sich Gedanken über sein Vermögen machen. Er hat keine Verwandten außer seiner unsympathischen Schwester und möchte sein Geld auch ungern zur Staatskasse gehen sehen. Er wird nun doch ein Testament machen müssen.
- Mit harten Bandagen

Ein zunächst harmloses Pokerspiel im Zugabteil hat plötzlich rechtliche Konsequenzen.

## Ausgabe
Das Buch wurde von Rolf und Hedda Soellner ins Deutsche übersetzt und ist im Knaur Verlag unter der ISBN 3-426-01182-4 als Taschenbuch erhältlich (Stand Sommer 2018).